# Al Día (Dallas)
Al Día es un periódico en español que sirve al área alrededor de Dallas, Texas (Estados Unidos). Es publicado por la compañía Belo Corp. y es la publicación en español del Dallas Morning News. A diferencia de Morning News, Al Día es una publicación gratuita ya que usa la publicidad para pagar sus gastos y es dirigida a la comunidad hispana o latina.
Aldiadallas.com  es el sitio oficial de Al Día, el cual es actualizado diariamente con noticias locales, nacionales e internacionales, empleos, deportes, entretenimiento, clasificados, columnas de opinión y carteleras de eventos musicales, deportivos y comunitarios.
Al Día es distribuido cada sábado en más de 125,000 hogares y además lo pueden encontrar en 650 ubicaciones a lo largo del área de Dallas - Fort Worth. Los miércoles Al Día es distribuido en 125,000 hogares. 
Al Día ha sido premiado por NAHP, APME, and Archivado el 12 de abril de 2018 en Wayback Machine. por la calidad de su contenido.[cita requerida]